# 亞蘭匏
亞蘭匏（生卒年不詳）是琉球察度王朝時期的國相。根據《中山世譜》記載，亞蘭匏是琉球歷史上第一位王相。

## 簡歷
亞蘭匏的早期事蹟和來歷均不詳，可能是一位住在久米村的華僑。1382年]（洪武十五年），他在《中山世譜》的記載中第一次登場，以陪臣的身份隨王弟泰期赴明朝進貢馬和硫磺。翌年再次出使明朝，慶祝新年並進貢方物。此後，亞蘭匏分別於1386年、1387年、1391年、1394年、1395年及1398年赴明朝朝貢。其中在1394年朝貢的時候，中山王察度奏請授予亞蘭匏官職，並給予冠服。明太祖准其所請，任命亞蘭匏為琉球國的王相，授予正五品官銜，秩同中國藩王府長史；命禮部圖冠帶之制以示之。
武寧嗣位後，亞蘭匏仍任王相之職。1406年尚思紹奪取中山王位之後，亞蘭匏便在琉球史書中失去了記載，可能已在政治上失勢。